# Basilodes chrysopasa
Basilodes chrysopasa är en fjärilsart som beskrevs av Walker 1869. Basilodes chrysopasa ingår i släktet Basilodes och familjen nattflyn. Inga underarter finns listade i Catalogue of Life.